# Saison 2018 des Red Sox de Boston
La saison 2018 des Red Sox de Boston est la 118e saison en Ligue majeure de baseball pour cette franchise.

## Saison régulière
La saison régulière de 162 matchs des Red Sox débute le 29 mars par une visite aux Rays de Tampa Bay et se termine le 30 septembre suivant. Une visite des Rays le 5 avril au Fenway Park de Boston est le match local d'ouverture des Red Sox.

### Classement
| Ligue américaine division Est | V   | D   | %    | Diff. | Diff. (élim.) |
| ----------------------------- | --- | --- | ---- | ----- | ------------- |
| Red Sox de Boston             | 108 | 54  | ,667 | -     | -             |
| Yankees de New York           | 100 | 62  | ,617 | 8     | -             |
| Rays de Tampa Bay             | 90  | 72  | ,556 | 18    | -             |
| Blue Jays de Toronto          | 73  | 89  | ,451 | 35    | -             |
| Orioles de Baltimore          | 47  | 115 | ,290 | 61    | -             |